# Exposição Agropecuária de Caraúbas
A Exposição Agropecuária de Caraúbas, Rio Grande do Norte conhecida como Expoeste, é um dos eventos mais importantes do calendário agropecuário do estado potiguar.Realizada no município de Caraúbas/RN, localizado na região Oeste potiguar, a exposição se consolidou como um espaço estratégico para o fortalecimento da cadeia produtiva rural, reunindo produtores, criadores, expositores e compradores de diversas regiões do estado e até de estados vizinhos. 
O evento vai muito além da exibição de animais; é um verdadeiro encontro de negócios, troca de conhecimentos e promoção do desenvolvimento sustentável no campo.
A importância da Expoeste é refletida diretamente na economia local e regional. 
Durante os dias do evento, Caraúbas registra um aumento significativo na movimentação comercial, com volume de negócios que chega a casa de 1 milhão Além da geração de empregos temporários, maior demanda por serviços e aquecimento do setor hoteleiro, gastronômico e de transporte. 
A exposição atrai criadores de animais e empresas do setor agropecuário, incentivando a inovação tecnológica e o aprimoramento das práticas de criação animal. Com isso, produtores locais têm a oportunidade de expandir seus horizontes e modernizar suas atividades.
Um dos principais objetivos da exposição é consolidar-se como uma vitrine de excelência para a comercialização de animais, especialmente ovinos, caprinos e bovinos. 
A região Oeste do Rio Grande do Norte tem se destacado pela qualidade genética de seus rebanhos, e o evento proporciona o ambiente ideal para negociações, leilões e parcerias entre criadores. A feira contribui, assim, para o fortalecimento da pecuária regional, incentivando a valorização dos produtores e promovendo a integração entre os diversos elos da cadeia produtiva. 

## A Expoeste

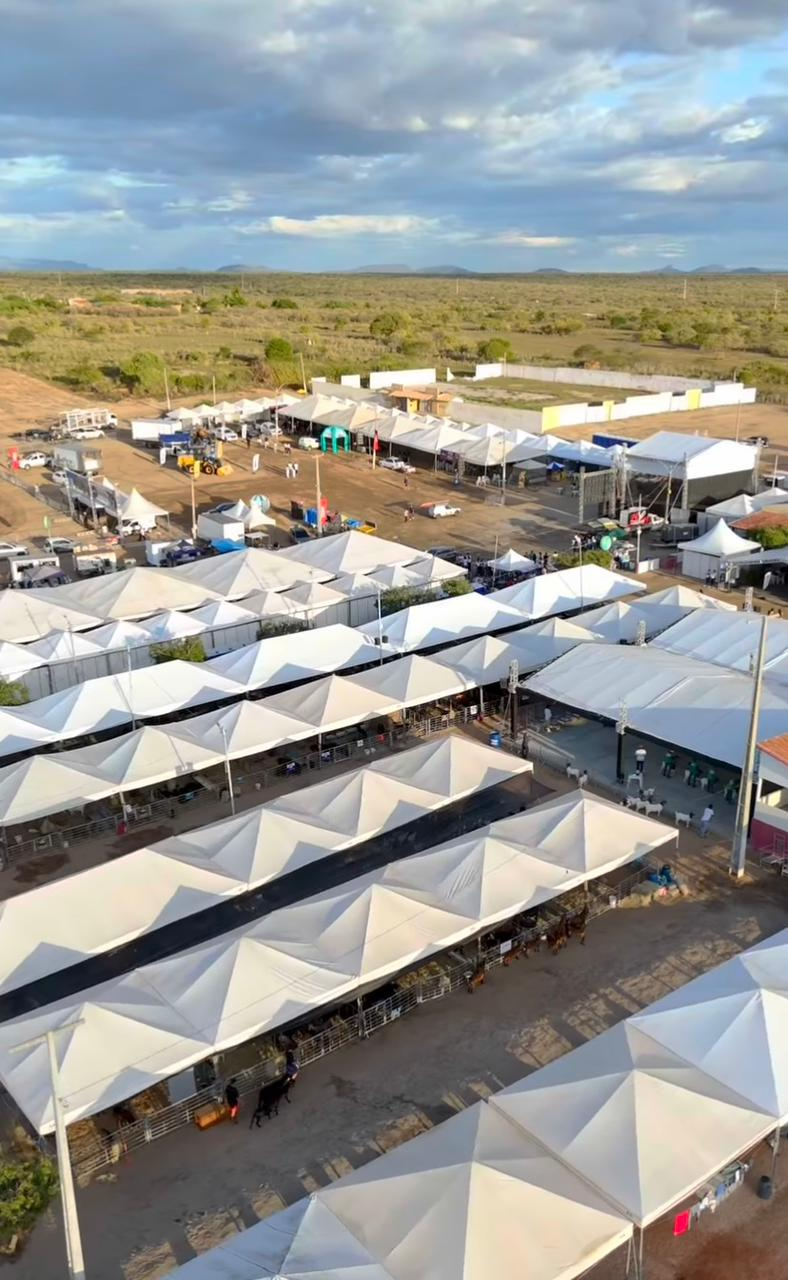
Vista aérea parcial da Exposição na sua 7ª edição

A primeira edição da exposição ocorreu entre os dias 28 de setembro e 1 de outubro de 2017. Com o sucesso do evento, edições subsequentes foram realizadas nos anos seguintes.
A exposição entrou para o Circuito Estadual de Exposições Agropecuárias. Devido à pandemia da COVID-19, não houve a edição de 2021, sendo que a quarta edição ocorreu em 2022, batendo recordes de público e vendas.
A Expoeste se consolidou definitivamente com uma das maiores exposições agropecuárias do interior do Rio Grande do Norte, perdendo em tamanho apenas para a Feira do Bode realizada anualmente no Mossóro-RN . A feira agropecuária visa promover o intercâmbio de conhecimentos e negócios, atraindo visitantes de toda a região Oeste do Rio Grande do Norte e de estados como Paraíba, Ceará, Pernambuco e Bahia.